# Кепек-мангкут
Кепек-мангкут (также Кебек) — бек из племени мангытов, эмир Золотой Орды, выступивший в качестве посла хана Уруса ко двору Тимура (Тамерлана) в 1375–1376 годах, мангыт. Он прибыл вместе с Тулуджаном и сотней всадников с дипломатическим поручением. Урус-хан в своём послании требовал от Тимура выдать Тохтамыша, обвинив его в убийстве собственного сына и бегстве на территорию, контролируемую Тимуром. В случае отказа Урус предлагал назначить место для военного столкновения. Тимур отверг требование, указав, что, согласно законам чести и государственным обычаям, недопустимо выдавать беглеца, нашедшего убежище в чужой стране.
Кепек-Мангкут управлял территориальным владением (элем) на северо-восточной окраине Кок-Орды. Его эль буркут находился под совместным чингизидским и мангытским сюзеренитетом и находился в пределах заволжского Дешта, в регионе, где также кочевали представители шибанидской династии. Совместно с беком Адабом он возглавлял управление этим улусом.